# Luke Thompson (Schauspieler)
Luke Thompson (* 4. Juli 1988 in Southampton) ist ein britischer Schauspieler, der durch Theater, Film und Fernsehen bekannt wurde.
Seit 2020 spielt er in der Netflix-Serie Bridgerton die Rolle des Benedict Bridgerton.

## Leben
Luke Thompson verbrachte einen großen Teil seiner Kindheit in Frankreich, da sein Vater als Ingenieur für Disneyland Paris arbeitete. Er wuchs in Fontainebleau auf und besuchte dort das Lycée François 1er. Seine Mutter ist Lehrerin. Er hat zwei Geschwister. Luke Thompson spricht fließend Französisch. Von 2006 bis 2007 absolvierte er ein GAP Year in Stratford-upon-Avon bei der Year Out Drama Company. Anschließend studierte er von 2007 bis 2010 an der University of Bristol die Fächer Englisch und Drama.
2010 wurde er an der Royal Academy of Dramatic Art (RADA) angenommen, wo er im gleichen Jahrgang mit Frank Dillane und Jessie Buckley Schauspiel studierte. 2013 schloss er sein Studium mit einem Bachelor of Arts ab.
Luke Thompson ist außerdem als Hörbuchsprecher tätig.

## Theaterauftritte
- 2013: A Midsummer Night’s Dream (Globe Theatre)
- 2013: Blue Stockings (Globe Theatre)
- 2014: Julius Caesar (Globe Theatre)
- 2014: Tiger Country (Hampstead Theatre)
- 2015: The Broken Heart (Sam Wanamaker Playhouse)
- 2015: Oresteia (Almeida Theatre)
- 2017: Hamlet (Almeida Theatre, Harold Pinter Theatre)
- 2018: King Lear (Duke of York's Theatre)
- 2023: A Little Life (Harold Pinter Theatre)

## Filmographie (Auswahl)
- 2014: Shakespeare's Globe: A Midsummer Night’s Dream (Theateraufnahme)
- 2014: Der Verdacht des Mr. Whicher (The Suspicions of Mr Whicher, Fernsehserie, 1 Episode)
- 2014–2016: In the Club (Fernsehserie, 12 Episoden)
- 2015: Globe on Screen: Julius Caesar (Theateraufnahme)
- 2016: The Complete Walk: Romeo and Juliet (Kurzfilm)
- 2017: Dunkirk
- 2018: King Lear (Theaterausstrahlung)
- 2018: Kiss Me First (Fernsehserie, 2 Episoden)
- 2019: Making Noise Quietly
- 2020: Die Misswahl – Der Beginn einer Revolution (Misbehaviour)
- seit 2020: Bridgerton (Fernsehserie)
- 2023: Transatlantic (Fernsehserie)

## Auszeichnungen und Nominierungen
- 2013: Evening Standard Theatre Awards – Nominierung für A Midsummer Night's Dream
- 2014: Ian Charleson Awards – Nominierung für A Midsummer Night's Dream
- 2021: Screen Actors Guild Awards –  Nominierung: Bestes Schauspielensemble in einer Fernsehserie – Drama für Bridgerton